# Verwaltungsrat (Deutschland)
Ein Verwaltungsrat ist entweder ein Organ einer juristischen Person des öffentlichen oder Privatrechts oder die Amtsbezeichnung für einen Beamten des höheren Dienstes in kommunalen Gebietskörperschaften.

## Allgemeines
Verwaltungsrat ist entweder ein mit Kontroll- oder Lenkungsfunktion betrautes Organ einer Körperschaft, Anstalt oder Stiftung des öffentlichen Rechts oder die Amtsbezeichnung eines Beamten. Als Organ bedarf es eines oder mehrerer Organwalter, die die Kontrollaufgaben in Form des Einzelorgans oder Kollegialorgans wahrnehmen.

## Kontrollgremium
In gesetzlichen Krankenkassen als Körperschaften des öffentlichen Rechts werden Verwaltungsräte in der Regel paritätisch mit Arbeitnehmer- und Arbeitgebervertretern besetzt. Zumeist sind diese Mitglieder der Gewerkschaften und der Arbeitgeberverbände. In einigen Körperschaften öffentlichen Rechts wählen in einer Sozialwahl die Mitglieder der Körperschaft den Verwaltungsrat. Zumeist sind die Mitglieder des Verwaltungsrats auf 6 Jahre gewählt.
Bei den öffentlich-rechtlich organisierten Sparkassen bilden in der Regel die Vertreter der Träger-Körperschaften den Verwaltungsrat; geregelt ist dies in den Sparkassengesetzen der Bundesländer. Bei den öffentlich-rechtlichen Rundfunkanstalten übernimmt der Verwaltungsrat die Überwachung der Geschäftsführung des Intendanten mit Ausnahme der Programmentscheidungen (beispielsweise § 21 Abs. 1 WDR-Gesetz).

## Beamter
In Deutschland ist Verwaltungsrat eine Amtsbezeichnung nach Bundesbesoldungsgesetz in der Besoldungsgruppe A 13 (höherer Dienst). Es handelt sich hierbei um einen Zusatz (Verwaltungs-) zur Grundamtsbezeichnung (Rat), der die Verwaltungsfunktion herausstellen soll. Verwaltungsräte arbeiten in der Regel bei öffentlichen Einrichtungen und Körperschaften des öffentlichen Rechts wie zum Beispiel Gemeinde-, Stadt-, Kreis- und Hochschulverwaltungen sowie entsprechenden Verbänden. In anderen Einsatzbereichen werden entsprechende Zusätze verwendet (Studienrat/Gymnasiallehrer, Akademischer Rat/wissenschaftlicher Mitarbeiter an Hochschulen, Regierungsrat/Landes- und Bundesverwaltung etc.). Bei Beförderungen wird der Verwaltungsrat zum Oberverwaltungsrat und darüber zum Verwaltungsdirektor.

## Sonstiges
Nach § 22 Abs. 1 SE-Ausführungsgesetz (SEAG) leitet der Verwaltungsrat die Europäische Gesellschaft (SE), bestimmt die Grundlinien ihrer Tätigkeit und überwacht deren Umsetzung. Damit erfüllt er sowohl die Aufgaben des Vorstands als auch die Aufgaben des Aufsichtsrats einer Aktiengesellschaft. 